# Kwantumteleportatie
Kwantumteleportatie is een methode van transmissie en reconstructie van informatie over de toestand van een kwantumsysteem. Hierbij wordt de informatie overgedragen in de vorm van waarschijnlijkheidsamplitudes en faseverschuivingen, gebruik makend van kwantumverstrengeling. In tegenstelling tot populaire sciencefiction is er bij teleportatie geen sprake van de verplaatsing van materie of energie van een object, maar slechts van de verplaatsing van kwantuminformatie tussen twee locaties, ongeacht de afstand tussen de twee. Kwantumteleportatie is relevant in studiegebieden als kwantuminformatiekunde en kwantumcomputatie.
Een van de eerste wetenschappelijke artikelen waarin kwantumteleportatie werd onderzocht is "Teleporting an Unknown Quantum State via Dual Classical and Einstein-Podolsky-Rosen Channels" gepubliceerd door C. H. Bennett et al. in 1993, waarin zij dubbele communicatiemethoden gebruikten om kwantuminformatie te verzenden/ontvangen. Het werd experimenteel gerealiseerd in 1997 door twee onderzoeksgroepen, geleid door respectievelijk Sandu Popescu en Anton Zeilinger.
Kwantumteleportatie kan niet gebruikt worden voor sneller-dan-licht communicatie, omdat de kwantuminformatie die geteleporteerd wordt niet direct toegankelijk is bij een meting, en als zodanig nog altijd een willekeurig resultaat levert bij een meting. Wel heeft het toepassingen binnen de kwantumcomputatie, zoals meetingsgebaseerde kwantumcomputatie en kwantumencryptografie.